# Baishan (Apache)
Pour l’article homonyme, voir Baishan.
Baishan, aussi appelé Cuchillo Negro (couteau noir) en espagnol, est un chef apache Tchihende (Mimbres), de la tribu Apache Warm Springs des années 1830 à 1850. Il est né vers 1797 et mort en mai 1857 au Nouveau-Mexique.

## Chef de guerre et chef apache
Baishan (« couteau » en apache), fils du célèbre chef Fuerte (alias « Soldato Fiero »), était un des chefs de guerre les plus respectés parmi les tribus de Tchihende durant près de trois décennies à partir du début des années 1830, et le chef principal du groupe local de Warm Springs des apaches Tchihende (« Chihenne ») après la mort de Fuerte en 1837 près de Janos. Il fut aussi le deuxième chef principal de l'ensemble des Apaches Tchihende (Mimbreño) après son compagnon de longue date (et peut-être beau-frère) Mangas Coloradas, chef du groupe local « Coppermine » du même Tchihende. 
Son nom fut traduit en Cuchillo (« Couteau ») par les Mexicains ou — venant de la pratique apache de noircir leurs armes pour les rendre moins visibles — en Cuchillo Negro (« Couteau noir »). 
Vers 1835 (ou 1837), Fuerte, chef de la tribu Mimbreño Warmspring, fut tué près de Santa Rita del Cobre par les troupes mexicaines appartenant à la garnison de Janos, mais Juan José Compa, l'ancien chef de la « Coppermine Mimbreño Apaches » qui était un ami des Mexicains rejeta la demande d'aide de Cuchillo Negro pour attaquer et détruire le village mexicain de Santa Rita. Cuchillo Negro mena alors un raid sanglant à Sonora. Après que Juan José Compa ait également été tué pour de l'argent de prime en 1837 dans le massacre de Santa Rita del Cobre, Cuchillo Negro rejoignit Mangas Coloradas dans sa vengeance, les deux chefs opérant une série de raids de représailles contre les Mexicains, tuant et détruisant tout autour de la ville minière et assiégeant Santa Rita, attaquant finalement la colonne de Mexicains en fuite et en massacrant un grand nombre. En 1844, Cuchillo Negro fut faussement présumé tué par les troupes mexicaines dans les montagnes Oputo.
En 1847, pour se venger du massacre de Galeana, Cuchillo Negro convoqua un conseil avec les chefs Tchihende (Mimbreño), Tsokanende (Chiricahua) et Ndendahe (Mogollon). À la fin de l'automne, Mangas Coloradas, Cuchillo Negro et probablement les chefs Tsokanende Miguel Narbona, Tapilà et Yrigollen attaquèrent Chihuahua avec 200 guerriers, occupant Ramos, près de Janos, et tuant la plupart des habitants. 
En 1848, Mangas Coloradas et Cuchillo Negro avec leurs Mimbreños, et Miguel Narbona et Yrigollen avec leurs Chiricahuas, attaquèrent Sonora et, le 18 février, ils brûlèrent Chinapa, tuant ou capturant de nombreux Mexicains.
Le nom de Cuchillo Negro est mentionné dans les registres militaires et civils de traités et autres transactions avec des Apaches au cours des premières années de la juridiction américaine sur le territoire du Nouveau-Mexique. 
En 1851, l'installation à Santa Rita del Cobre de la délégation américaine (avec le général J. R. Bartlett) au sein de la Commission mexicaine-américaine des frontières et la réouverture des mines de cuivre de Santa Rita del Cobre provoquèrent une rencontre avec les nouveaux venus anglo-américains ; et Cuchillo Negro, tout comme Mangas Coloradas, Delgadito, Ponce, Coleto Amarillo et tous les chefs Tchihende et Ndendahe les plus importants, ont dû faire face à de nouveaux problèmes. En juin 1851, Mangas Coloradas, avec Delgadito, Ponce et Coleto Amarillo, se rendit à Santa Rita del Cobre pour rencontrer le général Bartlett. Les discussions ont continué jusqu'à ce que les Apaches ne se sentent plus déçus et trahis par les nouveaux venus. Cuchillo Negro, lui aussi, a dû faire face à des problèmes en relation avec quelques jeunes garçons mexicains qui avaient été adoptés dans son groupe. En 1853, avec Ponce, Delgadito et Victorio, il signa un traité à Fort Webster avec l'agent indien Edward H. Wingfield, qui avait été envoyé par le gouverneur du territoire du Nouveau-Mexique, William Carr Lane.

## Mort
L'armée américaine affirme que Baishan fut tué dans les montagnes Black Range par des éclaireurs de Pueblo, sous le commandement du colonel William W. Loring, lors de l'expédition Bonneville en 1857 (25 mai, Cañon de los Muertos Carneros). Le site Web de Fort Sill Apache, Chiricahua - Warm Springs Mimbreño Apache mentionne (à tort) qu'il « [serait] mort lors du raid de vengeance sur Ramos (1850) ». Le célèbre Nana (Kas-tziden, « Broken Foot ») était son héritier naturel en tant que chef du « Warm Spring Tchihende », mais le jeune chef Victorio lui ravit la place dès les premières années de la décennie 1860.

## Héritage
Plusieurs caractéristiques géologiques du comté de Sierra, au Nouveau-Mexique, portent son nom : les montagnes Cuchillo Negro, le ruisseau Cuchillo Negro et la ville de Cuchillo, au Nouveau-Mexique,.

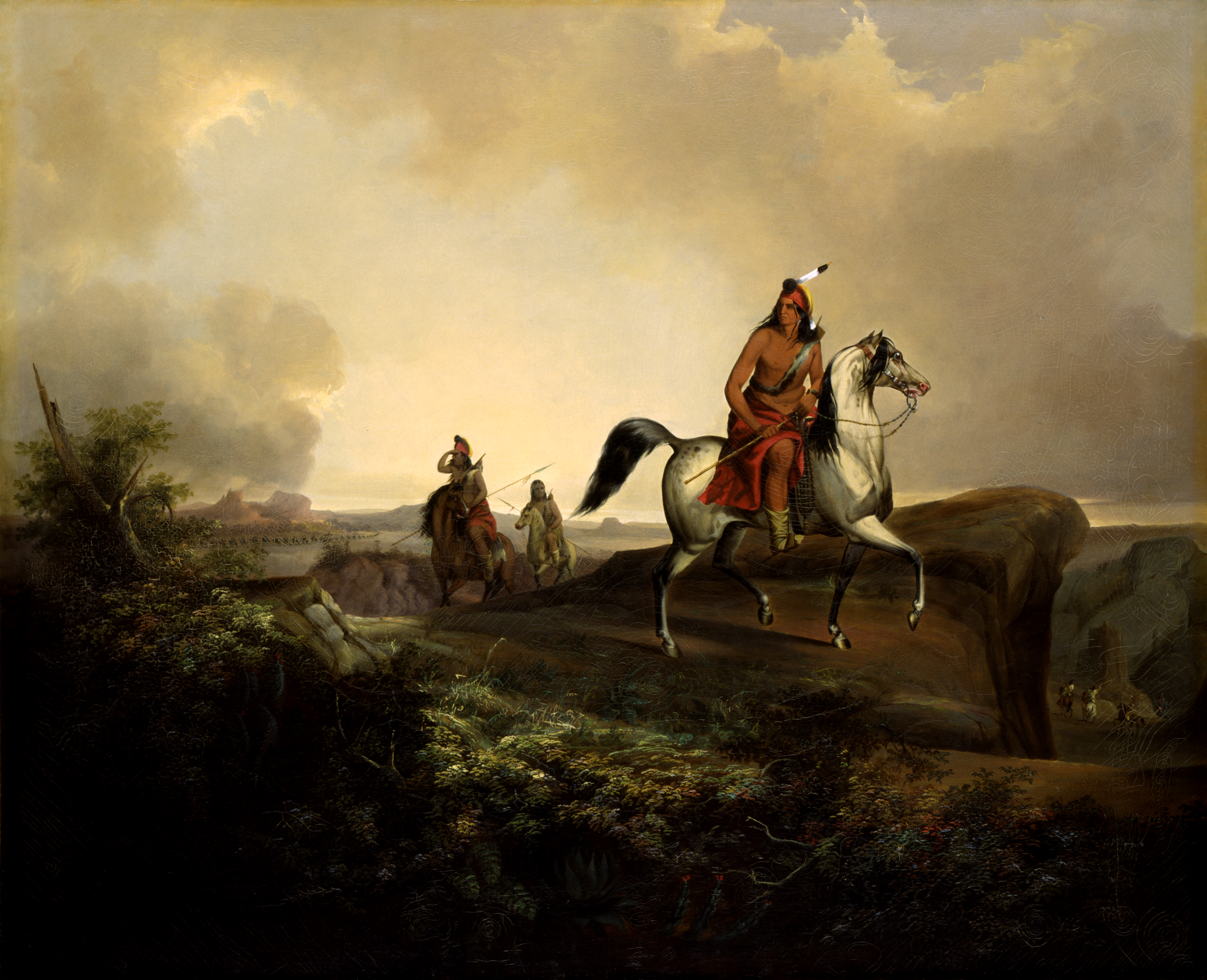
Peinture de Cuchillo Negro par John Mix Stanley.

Une peinture de Cuchillo Negro à cheval a été réalisée par John Mix Stanley en 1846. La peinture est accrochée au Smithsonian American Art Museum. Il mesure 107,8 × 132,1 cm. Comme les Apaches ne portaient traditionnellement pas les plumes de cette manière, il y a un doute sur le fait que l'artiste ait jamais rencontré son sujet.
« Black Knife » apparaît comme un des personnages du film de science-fiction Cowboys et Envahisseurs (2011).